# Caulolatilus guppyi
Caulolatilus guppyi is een straalvinnige vis uit de familie van Malacanthidae, orde baarsachtigen (Perciformes), die voorkomt in het westen en het zuidwesten van de Atlantische Oceaan.

## Beschrijving
Caulolatilus guppyi kan een maximale lengte bereiken van 35 centimeter.

## Leefwijze
Caulolatilus guppyi is een zoutwatervis die voorkomt in tropische wateren op een diepte van 41 tot 171 meter.

## Relatie tot de mens
Caulolatilus guppyi is voor de visserij van beperkt commercieel belang. De soort staat niet op de Rode Lijst van de IUCN.